# Riza (icona)
Per riza (in russo риза, "abito") o oklad (in russo оклад, "copertura") s'intende una protezione in metallo (in una lega di ottone, o in argento o in argento dorato) posta su una tavola dipinta con una immagine sacra, detta icona, ma che lascia scoperti volti e mani delle figure sacre ritratte. La riza è tipica delle icone venerate nella Chiesa greco-ortodossa: il vocabolo in lingua russa infatti è utilizzato anche per le coperture metalliche delle icone greco-bizantine. Una diversa riza, detta alla veneziana, è composta da perline di vetro, prodotte a Murano ed infilate all'interno di una struttura di sottili fili metallici. Quando il rivestimento è composto da elementi staccati, cioè da strisce applicate direttamente sull'icona, la riza è detta "basma".

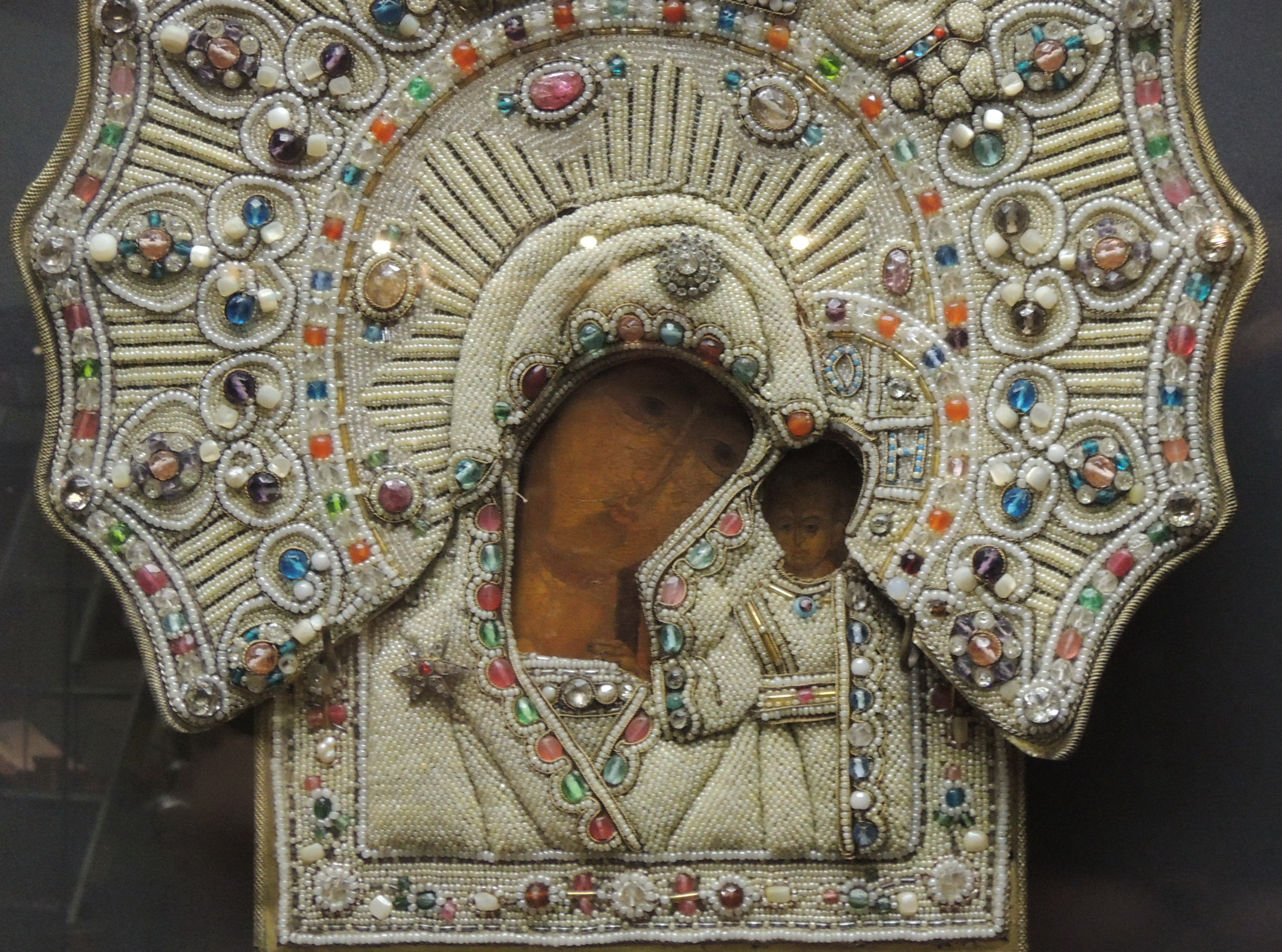
Immagine della Madonna di Kazan' (XVI-XVII secolo) con riza del 1881, (Yaroslavl Museum)

## Descrizione
La "riza" è una sottile lamina in metallo che lascia scoperti i volti, le mani e a volte anche il busto degli effigiati, perché sia sempre riconoscibile l'identità dei personaggi, la scena in cui si muovono e il messaggio religioso che comunicano.

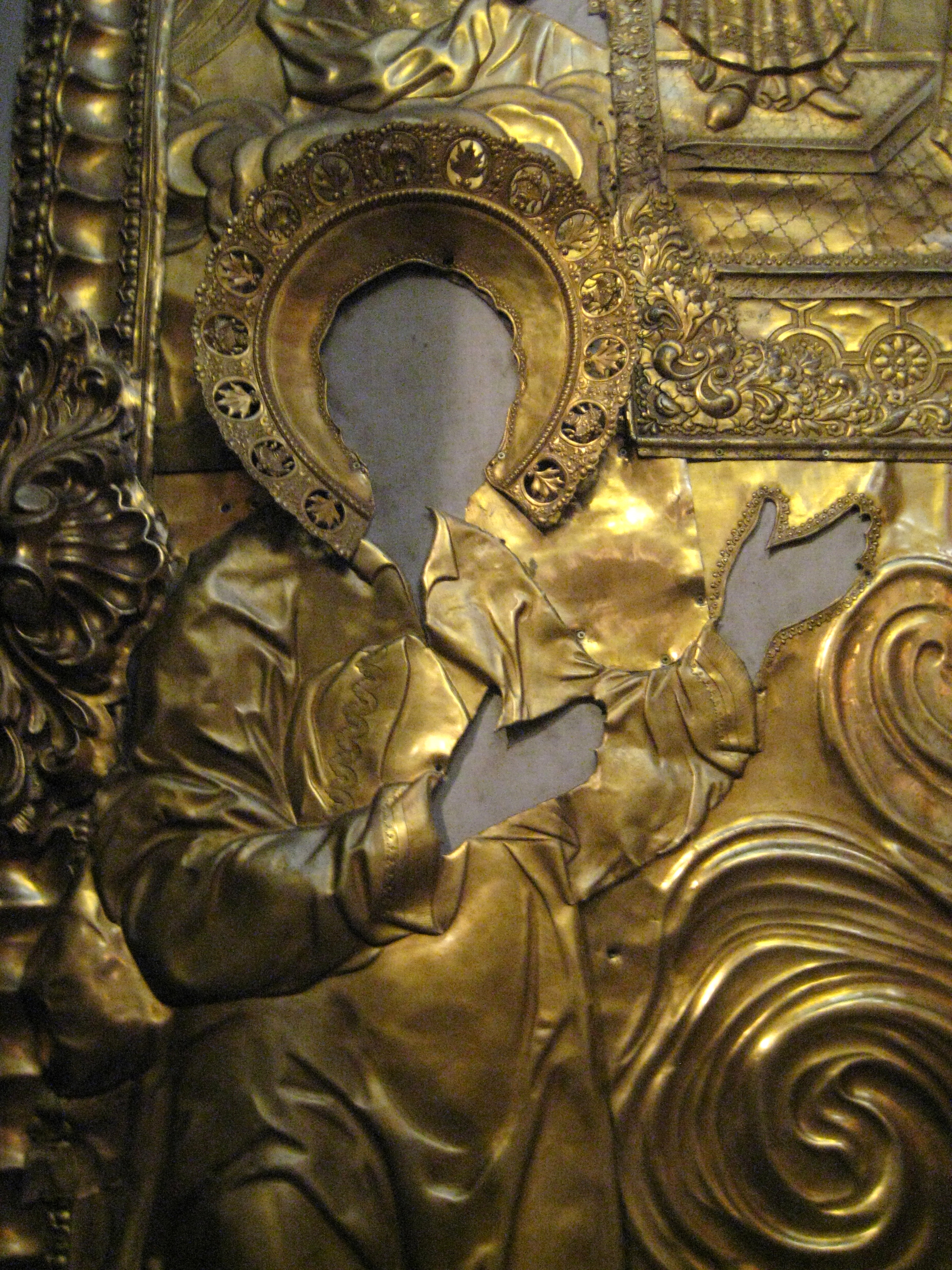
Icona di Pokrov - riza, dettaglio

Opera d'arte in sé, frutto di tecniche orafe specifiche e raffinate, scultura devozionale caratteristica delle Chiese orientali, la riza veniva sbalzata, quindi cesellata e incisa, seguendo i contorni delle figure dipinte sulla sottostante tavola. A volte era impreziosita con smalti policromi, con filigrane, perfino con perle e con pietre dure e preziose. La lamina veniva poi ripiegata sui quattro lati e fissata con piccoli chiodi sullo spessore della tavola dipinta. Nell'Ottocento si produssero in Russia anche icone più semplici, a devozione in famiglia, che erano dipinte unicamente in corrispondenza delle fessure aperte nella riza, mentre il resto della tavola restava privo di pittura.
La riza è un omaggio all'immagine sacra e al messaggio che ne deriva, ma anche una protezione materiale dell'icona, per preservarla cioè dall'annerimento, prodotto dalla fuliggine delle lampade e dai fumi dell'incenso. Ancora oggi, in Russia, si realizzano icone con riza di metallo.

## Storia
Nel Medioevo le rare rize erano opera di monaci; nel XV secolo orafi laici si inserirono in questa produzione di oggetti dedicati al culto e nel XVIII secolo una riza accompagnava frequentemente un'icona. Nel XIX secolo, con l'espandersi e il perfezionarsi dell'arte orafa russa, grazie ad artisti come Hlebnikov, Oucinikov e Sazikov, la preziosità delle rize arrivò al culmine. Anche Fabergé ideò rize, ricche di smalti e di pietre preziose, che furono prodotte nei suoi laboratori orafi di Pietroburgo, di Mosca e di Odessa.

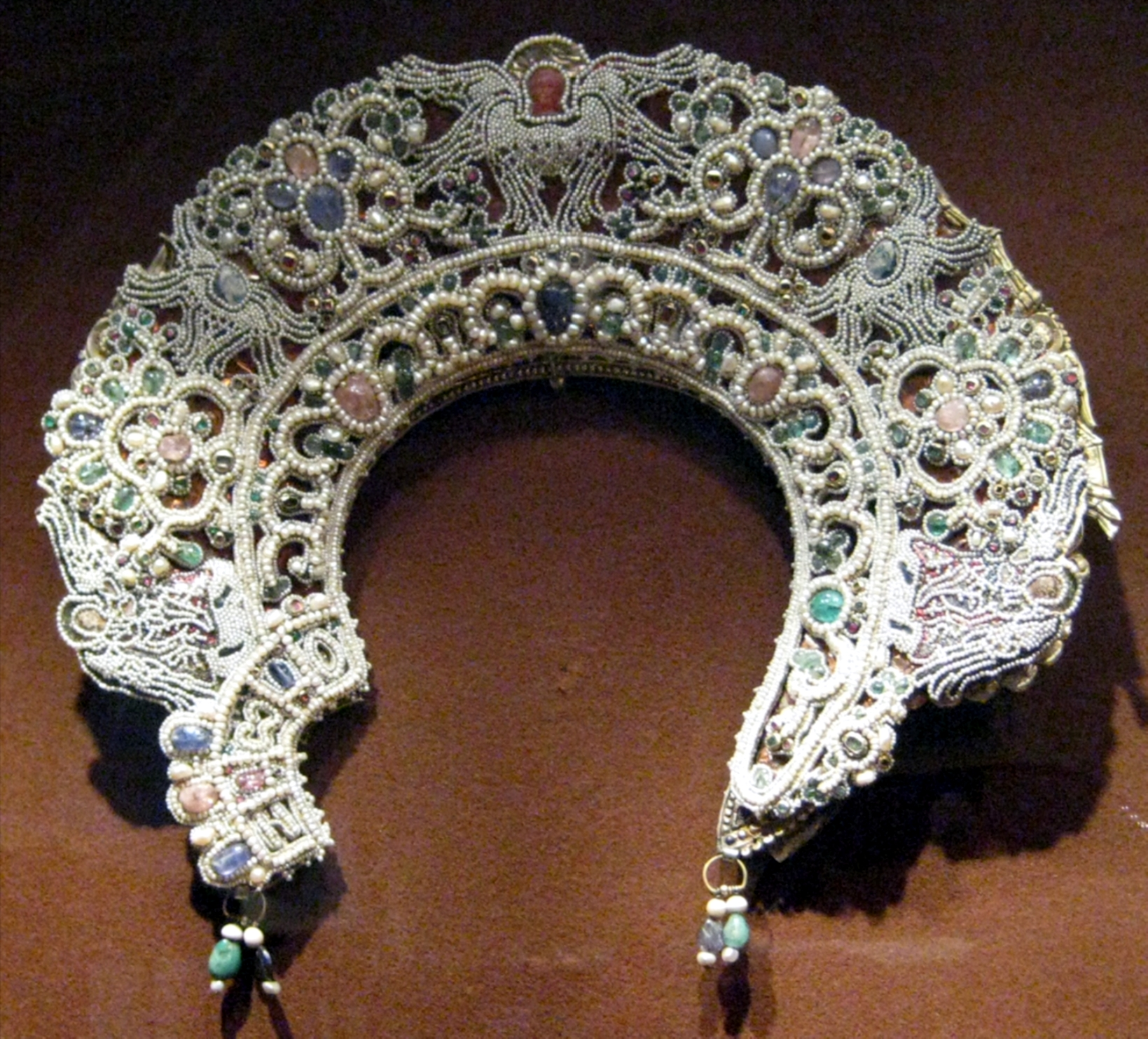
Aureola per la Madre di Dio, (Gran Palazzo del Cremlino)

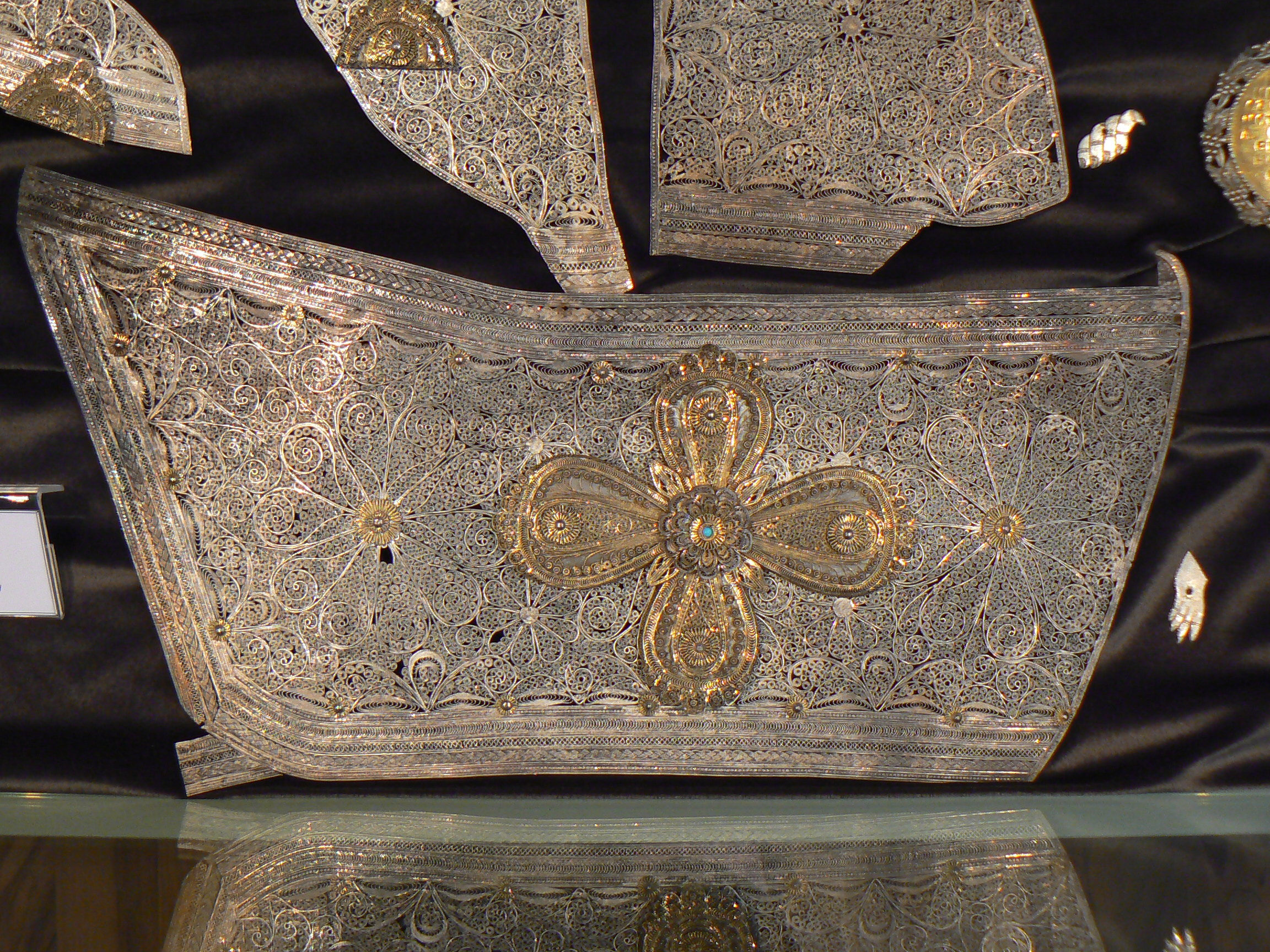
Riza di filigrana, History Museum (Samokov) Bulgaria

A volte la riza veniva realizzata posteriormente all'icona, anche dopo secoli. Se di metallo prezioso, l'identificazione dell'orafo, del luogo e dell'anno di produzione sono possibili attraverso i punzoni che in genere sono impressi ai bordi.